# Androsace sarmentosa
Androsace sarmentosa är en viveväxtart. Androsace sarmentosa ingår i släktet grusvivor, och familjen viveväxter.

## Underarter
Arten delas in i följande underarter:
- A. s. primuloides
- A. s. sarmentosa

## Bildgalleri

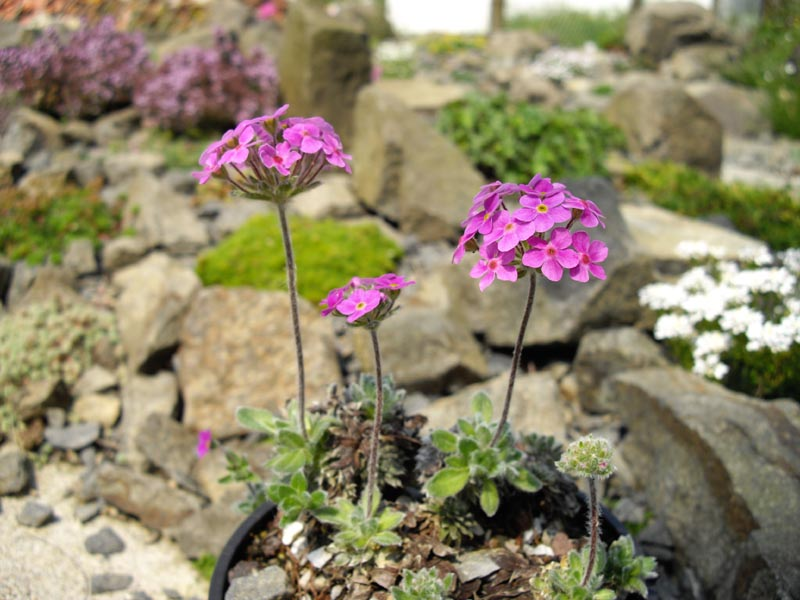
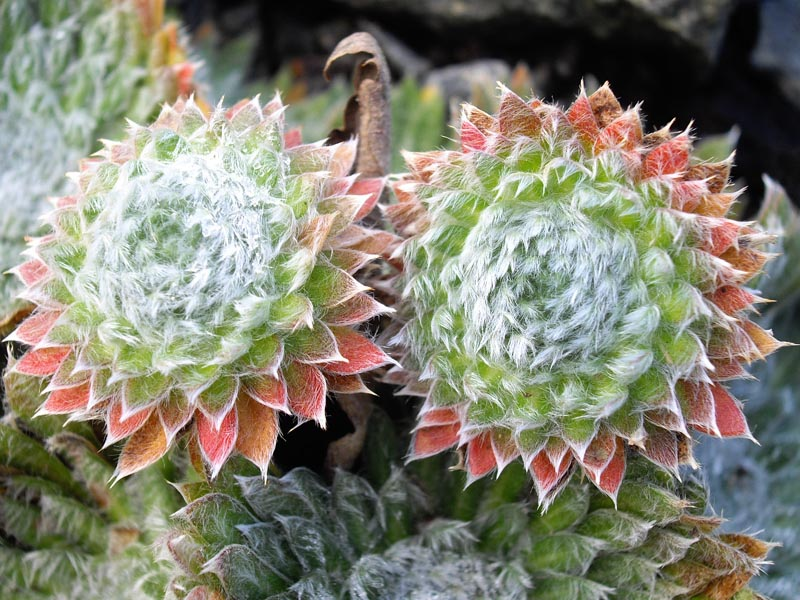
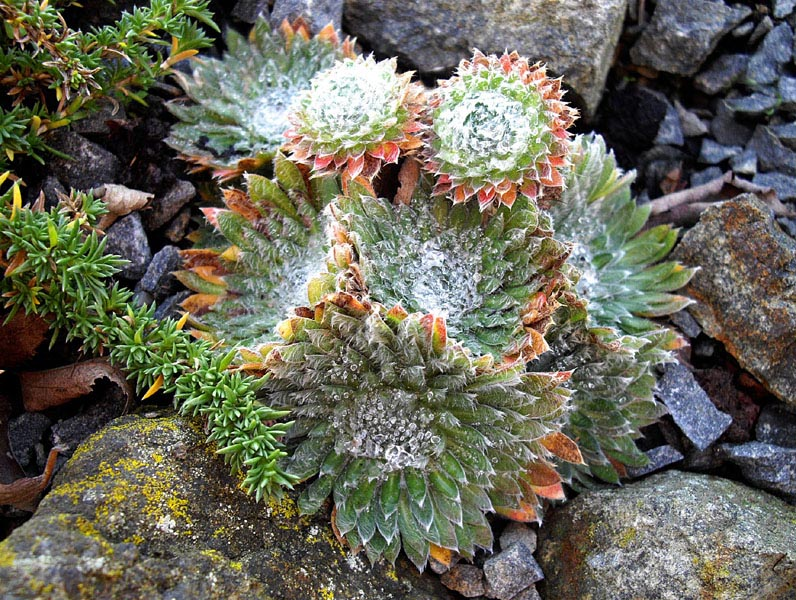
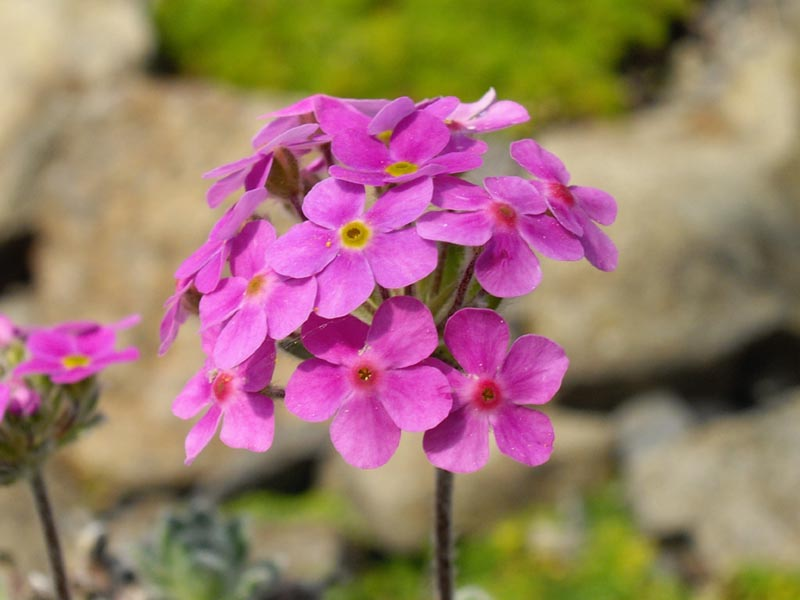
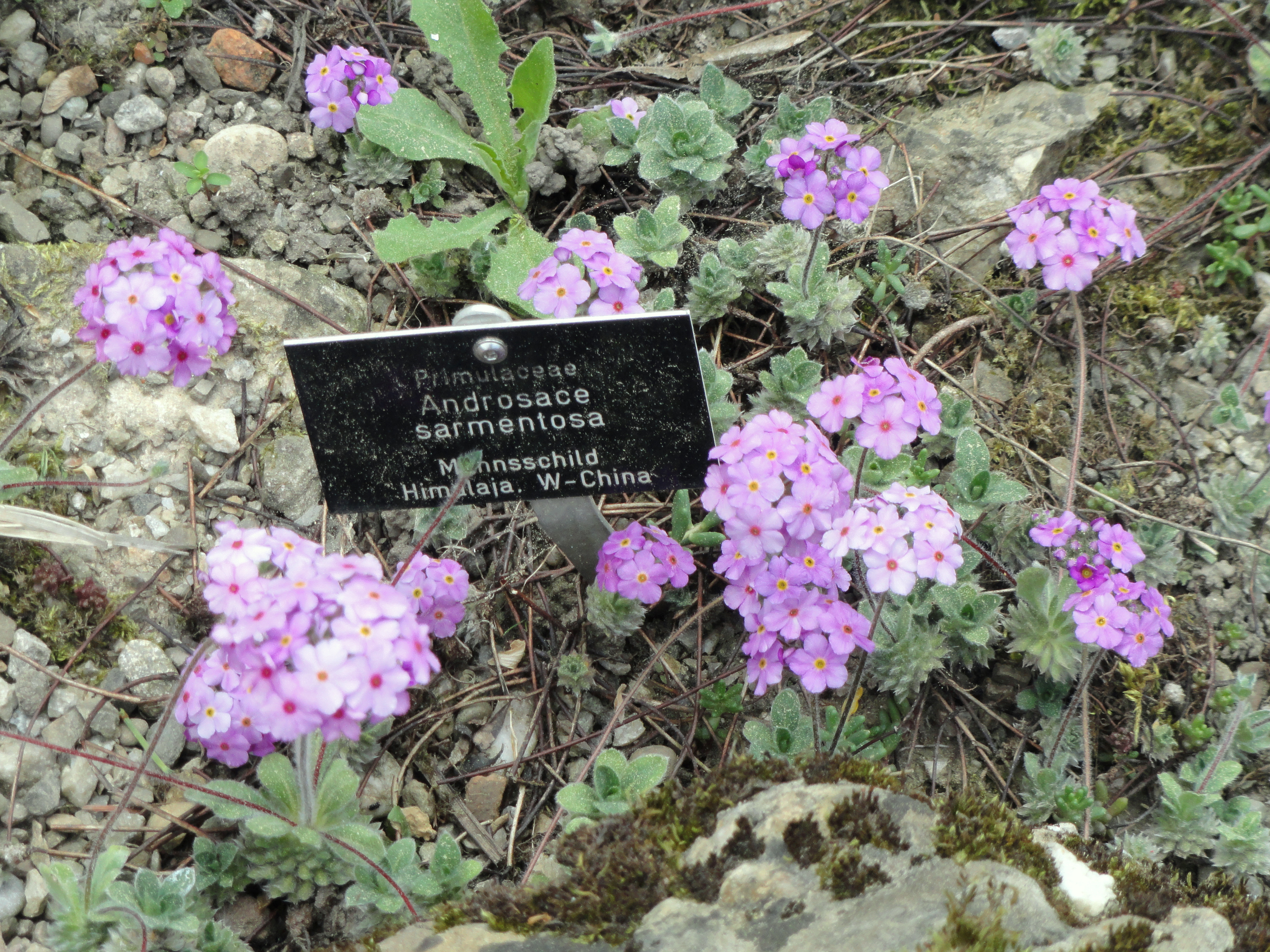
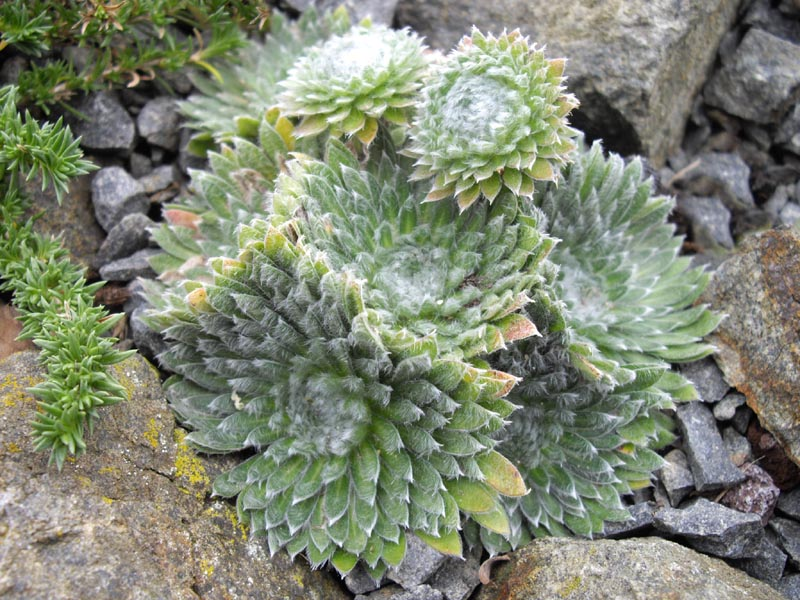